# ديفيليكفالين
ديفيلكفالين (بالإنجليزية: Difelikefalin)‏ ‏ هو مسكن ألم ببتيدي أفيوني، وهو قيد التطوير من قبل شركة كارا ثيرابيوتيكس كعامل وريدي لِعلاج الألم بعد العمليات الجراحية. وقد تم تطوير طريقة لأخذه عن طريق الفم، ونتيجةً لانتقائيته المُحيطية فإنَّ الديفليكيفالين لا يمتلك آثاراً جانبية مركزية مثل الهلوسة وَالانزعاج وَالتهدئة. بالإضافة إلى استخدام الديفيليكفالين في تسكين الألم، فإنه يتم إجراء أبحاث للتحقق من فائدته في علاج الحكة، حيثُ اجتاز الديفيليكفالين المرحلة الثانية من التجارب السريرية للألم بعد العملية الجراحية، وأظهرَ فعالية كبيرة على المستوى السريري، وذلك بالإضافة إلى كونها آمنة وأيضاً ذات تَحمُل جَيد، كما أنهُ اجتاز المرحلة الثانية من التجارب السريرية للحكة اليوريمية في مرضى غسيل الكلى.
ديفيليكفالين يعمل كمسكن وذلك عن طريق تفعيل مستقبلات كابا الأفيونية على محيط الأعصاب الطرفية، وتظهر هذه المستقبلات من خلال بعض خلايا الجهاز المناعي. حيث يؤدي تفعيل هذه المستقبلات على الأعصاب الطرفية إلى تثبيط عملالقنوات الأيونية المسؤولة عن تشاط العصب الوارد، مما يؤدي إلى تقليل انتقال إشارات الألم، أما تفعيل هذه المستقبلات عن طريق الخلايا المناعية فإنهُ يؤدي إلى تقليل معززات الالتهاب وَتقليل وسائط حساسية العصب (مِثل بروستاغلاندين).